# ВуДанн, Шерил
Шерил ВуДанн (англ. Sheryl WuDunn; р. 16 ноября 1959, Нью-Йорк) — инвестиционный консультант, активистка за права женщин, автор, журналист и первая американка азиатского происхождения, отмеченная Пулитцеровской премией.

## Биография
Американка китайского происхождения в третьем поколении Шерил ВуДанн родилась в Нью-Йорке и с отличием закончила Факультет европейской истории Корнеллского университета. К 1981 году она поступила на работу в международный департамент Banker’s Trust, где проработала в управлении по кредитованию около трёх лет. Позднее она прошла магистерскую программу по бизнес-администрированию в Гарвардском университете. Летом 1985 года ВуДанн получила стажировку в Miami Herald во Флориде, летом 1986 года — в лос-анджелесском издании Wall Street Journal. В 1988 году она окончила мастерскую программу по государственному и региональному управлению от
Школы Вудро Вильсона Принстонского университета.
С 1987 года ВуДанн освещала события в Азии из Гонконга для South China Morning Post и Reuters, в 1989-м она присоединилась к пекинскому отделению New York Times. Одной из основных тем её репортажей в этот период стало освещение демократического движения в Китае и подавления восстания на площади Тяньаньмэнь. За свою работу в 1990 году журналистка была удостоена Пулитцеровской премии совместно со своим мужем редактором Николасом Кристофом. Они стали первой парой, разделившей награду в области журналистики. ВуДанн также является первой американкой азиатского происхождения, получившей Пулитцеровскую премию. Позднее экономическое и политическое положение в Китае оставалось одним из основных профессиональных интересов ВуДанн. В разные годы она выступала экспертом для телеканала Fox Business News, радиостанций NPR, шоу Dateline NBC и других.
К 1995 году ВуДанн получила позицию штатного репортёра The New York Times в Японии, и в последующие годы поочерёдно занимала ряд значимых позиций в издании: от редактора отдела, освещающего международные рынки, энергетику и промышленность до руководящих должностей в отделах стратегического планирования и продаж. Также ВуДанн выступала ведущим вечерней программы новостей для цифрового кабельного телеканала Discovery-Times.
Некоторое время ВуДанн являлась старшим управляющим директором инвестиционного подразделения в Goldman, Sachs & Co. Журналистка также консультировала стартапы, работающие в области технологий, здравоохранения, развлечений и СМИ. ВуДанн выступала членом Консультативного совета Школы Вудро Вильсона Принстонского университета и членом попечительского совета самого университета, а с 2002 года — почётным членом Попечительского совета Корнеллского университета. C 2011 года ВуДанн преподавала экономическое и политическое положение Китая студентам Института глобальных отношений Джексона при Йельском университете. Через три года ВуДанн вошла в состав консультативного совета фонда Fuel Freedom Foundation. В 2017—2018 годах она присоединилась к преподавательскому составу Гарвардской школы Кеннеди.

## Книги и активистская деятельность
ВуДанн выпустила ряд книг совместно со своим мужем Николасом Кристофом. Первой из них стало произведение 1994 года «Пробуждение Китая: борьба за душу восходящей державы» (англ. China Wakes: The Struggle for the Soul of a Rising Power). Работа представляет жизнь в Китае на фоне роста экономического и политического влияния страны. Через шесть лет пара опубликовала издание «Гром с востока: портрет поднимающейся Азии» (англ. Thunder from the East: Portrait of a Rising Asia).
В 2009 году пара выпустила книгу «Половина неба» (англ. Half the Sky) о притеснениях женщин по всему миру. Издание стало одним из бестселлеров New York Times и было представлено в программе Опры Уинфри, шоу Colbert Report и других. Через три года ВуДанн участвовала в разработке мультиформатного проекта Half the Sky, включавшего документальный сериал на PBS, мобильные игры и онлайн-игру в социальных сетях на Facebook. В последующие годы тема неравенства среди женщин оставалась одним из основных направлений деятельности ВуДанн. Она выступала с лекциями на эту тему перед генеральным секретарём Организации Объединённых Наций, бывшим вице-президентом США Альбертом Гором и другими высокопоставленными должностными лицами. В 2015 году ВуДанн совместно с общественными и культурными деятелями подписала открытое письмо, призывающее сосредоточить внимание на неравенстве среди женщин из развитых и развивающихся стран. Документ был адресован главе Большой семёрки в Германии канцлеру Ангеле Меркель и главе Африканского союза южноафриканскому политику Нкосазане Дламини-Зуме.
Свою четвёртую работу «Появление пути: преобразование жизни, создание возможностей» (англ. A Path Appears: Transforming Lives, Creating Opportunity) Кристоф и ВуДанн опубликовали в 2014 году. Позднее работа была адаптирована в одноимённый документальный фильм PBS. В своей следующей работе «Трудное положение: американцы в погоне за надеждой» (англ. Tightrope: Americans Reaching for Hope) 2020 года авторы акцентируют внимание на проблемах рабочего класса США и связанных с ними действиях правительства.

## Награды и признание
Освещение гражданских протестов в Китае в 1989 году принесло ВуДанн, помимо Пулитцеровской премии, Премию Джорджа Полка и Премию Клуба зарубежных корреспондентов. Кроме того, журналистка отмечена премией «Азиатские женщины в бизнесе», именной наградой Перл Бак, наградой EPIC от Проекта White House. ВуДанн удостоена почётных докторских степеней Пенсильванского университета и Миддлбери-колледжа, она также вошла в судейский состав Премии Государственного департамента за инновации в области расширения прав и возможностей женщин и девочек.
В 2011 году Newsweek назвал ВуДанн одной из «150 женщин, которые потрясли мир». В 2012 году журнал Fast Company включил её в число 60 примечательных членов «Лиги выдающихся женщин». В 2013 году журналистку упомянули в документальном фильме PBS «Создатели» (англ. The Makers) как одну из «женщин-лидеров, создающих Америку», а также в картине Гарвардской школы бизнеса о выдающихся выпускницах. В августе 2015 года Business Insider признал её одним из 31 самых успешных выпускников школы.